# Trotteur de Ljutomer
Le trotteur de Ljutomer (slovène : Ljutomerski kasač) est une race de chevaux trotteurs originaire de Slovénie. L'élevage ayant décliné au fil du temps, c'est désormais une race rare, dont il ne reste que 400 représentants en 2015.

## Dénomination
Ljutomerski kasač signifie « trotteur de Ljutomer » en slovène. Cependant, le guide Delachaux, qui contient par ailleurs de nombreuses erreurs de traduction, a choisi la traduction « Trotteur ljutomer », fautive puisque Ljutomer est un nom de lieu, prenant une majuscule. Un synonyme est « trotteur slovène ».

## Histoire
La race provient de croisements entre des chevaux locaux slovènes et des Anglo-arabes et Standardbreds américains. Si les sources concernant l'élevage de chevaux de sang en Slovénie remontent au début du XVIIIe, le premier trotteur Orlov est importé en 1884. Malgré des tentatives individuelles de croisements avec d’autres trotteurs (russes et quelques français), le choix se porte sur des trotteurs américains. Le premier record de course a été considérablement amélioré par le trotteur Brown, en moins de 2 minutes. Sa fille Minka est à 1:39 la jument la plus rapide de l'empire austro-hongrois de l'époque. Entre 1947 et 1965, le haras à Turnišče est le principal centre d'élevage. En 1965, il est transféré à Pančevo, et plus tard à Ada.
Cet élevage décline au fil des années. En 1995, le Ljutomerski kasač est signalé comme étant devenu très rare, et en danger critique d'extinction, dans la World Watch List for domestic animal diversity de la FAO. La population estimée en l'an 2000 est de 1 100 animaux, dont 315 juments et 44 étalons.

## Description

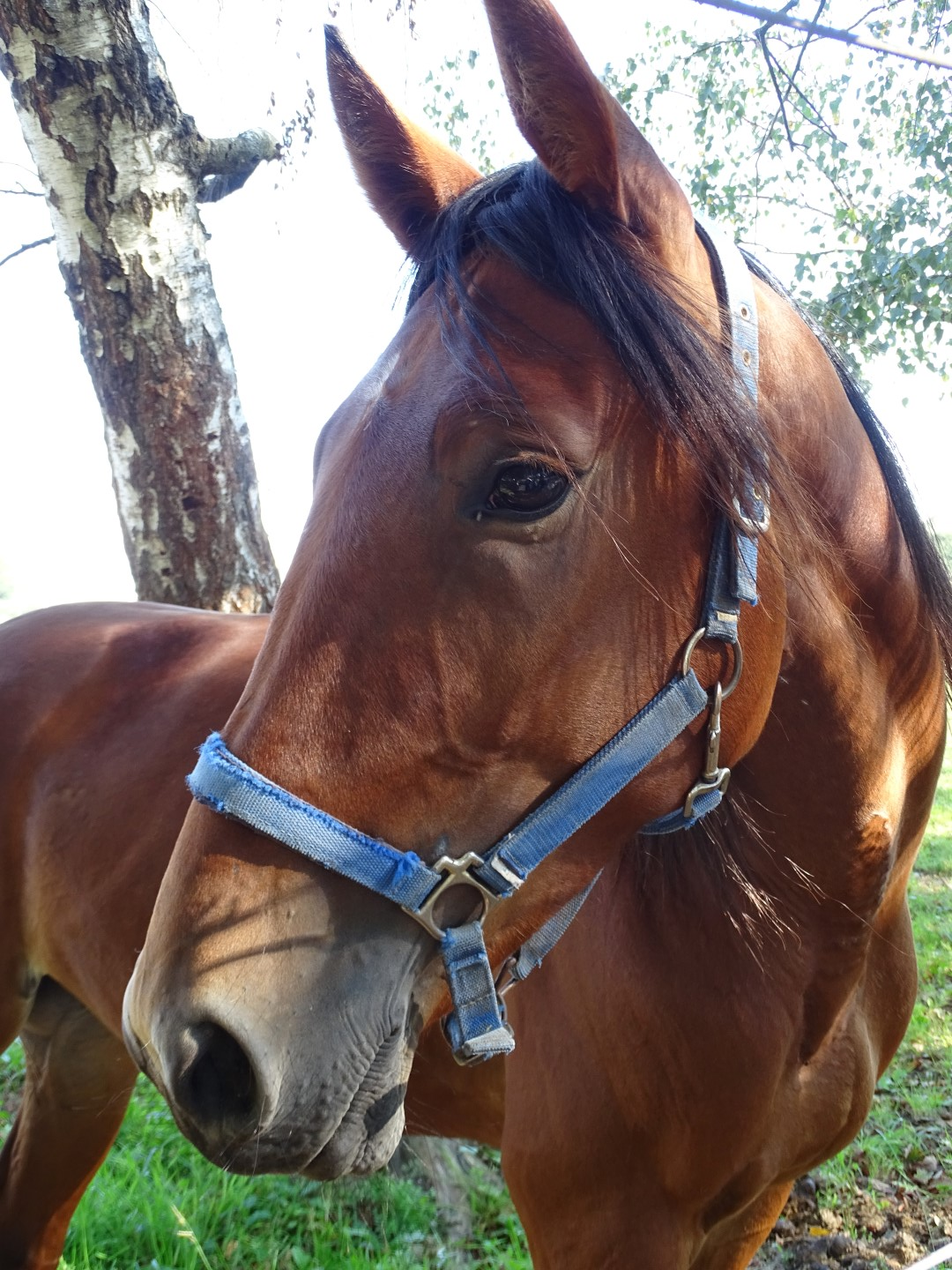
Tête d'un trotteur de Ljutomer

La taille moyenne est de 1,50 m à 1,65 m, le mâle étant un peu plus grand que la femelle,. La tête est sèche et de taille moyenne. L'encolure est de longueur moyenne à longue, le corps allongé. Le rein est large et musclé.
La robe est généralement baie sous toutes les nuances, ou alezane, avec peu de marques blanches.
Le caractère est considéré comme bon.

## Utilisations
C'est un cheval de sport et un cheval de selle, jadis employé aussi aux travaux agricoles. Il peut aussi servir de cheval de loisir.

## Diffusion de l'élevage
Le trotteur de Ljutomer est considéré comme une race autochtone de la Slovénie, présent dans la région de Mura, au Nord-Est du pays, et généralement élevé de façon extensive. Les centres d'élevage sont situés à Ljutomer, Maribor, Komenda, Šentjernej et Ljubljana. D'après DAD-IS (2018), la race est menacée d'extinction, avec 400 individus recensés en 2015.